# L'Amiral Mauzun
L'Amiral Mauzun, född 1999 i Frankrike, är en fransk varmblodig travhäst. Han tränades av Jean-Philippe Ducher i Frankrike och kördes av Jean-Michel Bazire.
L'Amiral Mauzun tävlade åren 2002–2009 och sprang in 1,9 miljoner euro på 81 starter varav 36 segrar, 8 andraplatser och 5 tredjeplatser. Bland hans främsta meriter räknas segrarna i Prix de la Côte d'Azur (2005), Grand Prix de Wallonie (2006), Elitloppet (2007), Oslo Grand Prix (2008), Forus Open (2008), Kymi Grand Prix (2008), Hugo Åbergs Memorial (2008) och andraplatserna i Oslo Grand Prix (2007), Åby Stora Pris (2008).